# کویینشارلت (کشتی تجاری)
کویینشارلت (کشتی تجاری) (به انگلیسی: Queen Charlotte (merchant ship)) یک کشتی است.